# Dysschema fanatica
Dysschema fanatica är en fjärilsart som beskrevs av Paul Dognin 1919. Dysschema fanatica ingår i släktet Dysschema och familjen björnspinnare. Inga underarter finns listade i Catalogue of Life.